# 阿默讷堡
阿默讷堡（德語：Amöneburg，發音：[aˈmøːnəbʊʁk] ⓘ）是德国黑森州马尔堡-比登科普夫县的城市，面积43.9平方千米，2023年12月31日人口为5,000人。